# Mezzo Mix
Mezzo Mix – produkt Coca-Cola Company, sprzedawany w Niemczech, w Austrii oraz w niektórych sklepach importujących niemieckie produkty np. w Piotrze i Pawle. W wolnym tłumaczeniu, slogan produktu brzmi "Cola całuje pomarańczę". Jest to połączenie zwykłej Coca-Coli i łagodnego smaku pomarańczy, smakujące jak Coca-Cola zmieszana z Fantą o smaku pomarańczowym. W Szwecji i Belgii sprzedawany jako Fanta Mezzo.
W latach 90. w produkcji były dwa rodzaje Mezzo Mix: pomarańczowy i cytrynowy. Wersję cytrynową wycofano, ze względu na niską sprzedaż. Od roku 2003 jest produkowana ponownie jako Coca-Cola o smaku cytrynowym.
Składniki Mezzo Mix to: woda, cukier, sok pomarańczowy, dwutlenek węgla. Kolor: karmel, kwas cytrynowy, kofeina, kwas askorbinowy, stabilizatory. Od lipca 2007 funkcjonuje również bezcukrowa wersja "Zero".